# Podsjedanje i osvojenje Sigeta
Podsjedanje i osvojenje Sigeta povijesno-literarni je spis autora Franje Črnka napisan hrvatskim jezikom negdje u ljeto 1568. godine,:42 a govori o Opsadi Sigeta 1566. godine. Črnkovo djelo kroničarski vjerno iznosi tijek bitke viđene očima jednoga od sudionika i najbližih suradnika Nikole Šubića Zrinskoga.

## Inačice teksta
Obzirom na značaj bitke kod Sigeta u stogodišnjem hrvatsko-turskom ratu, odnosno općenito na značaj te bitke na osmansko napredovanje u Europu, Črnkov spis je ubrzo doživio mnoge prijevode. Ljubljančanin Samuel Budina je izvornik preveo na latinski i posvetu napisao zadnjega dana ožujka 1568. godine.:43 Budina u uvodu piše da je napisao doslovni prijevod izvornika, ali nije naveo kojim je pismom izvornik bio napisan::44
U slobodnom prijevodu, "na isti način kako je napisano u hrvatskome, žurno sam preveo (djelo) i sad objavljujem javnosti". Budinin latinski prijevod doživio je više pretisaka, izdali su ga još P. Albinus, S. Schardius, N. Reusner i F.G. Schwandtner.:45 Iste 1568. djelo doživljava i dva izdanja na njemačkom,:46 te do 1570. pojavljuju se također i dva izdanja na talijanskom jeziku.